# Brachydesmus splitensis
Brachydesmus splitensis är en mångfotingart som beskrevs av Karl Wilhelm Verhoeff 1929. Brachydesmus splitensis ingår i släktet Brachydesmus och familjen plattdubbelfotingar. Inga underarter finns listade i Catalogue of Life.